# Wow! signalet
Wow! signalet var et radiosignal, der blev opfanget af Dr. Jerry R. Ehman d. 15. august 1977, mens han arbejde på et SETI-projekt på Big Ear radioteleskopet på Ohio State University. Signalet viste tegn på en potentiel oprindelse udenfor solsystemet. Det varede i alt 72 sekunder i den fulde længde.
Big Ear observede det, men det er ikke blevet opfanget igen. 
Ehman var forbløffet over hvor tæt signalet matchede et forventet interstellart signal i den antenne, der blev brugt, så han tegnede en cirkel rundt om signalet på det papir, signalet var printet ud på, og skrev ”Wow!” i siden. Denne kommentar blev signalets navn.